# Ніссеквог (Нью-Йорк)
Ніссеквог (англ. Nissequogue) — селище (англ. village) в США, в окрузі Саффолк штату Нью-Йорк. Населення — 1564 особи (2020).

## Географія
Ніссеквог розташований за координатами 40°54′23″ пн. ш. 73°11′19″ зх. д. / 40.90639° пн. ш. 73.18861° зх. д. (40.906393, -73.188563).  За даними Бюро перепису населення США в 2010 році селище мало площу 10,30 км², з яких 9,80 км² — суходіл та 0,50 км² — водойми.

## Демографія
Згідно з переписом 2010 року, у селищі мешкало 1749 осіб у 573 домогосподарствах у складі 478 родин. Густота населення становила 170 осіб/км².  Було 646 помешкань (63/км²).
Расовий склад населення:
| - 92,5 % — білих - 5,0 % — азіатів - 0,9 % — чорних або афроамериканців |

До двох чи більше рас належало 1,4 %. Частка іспаномовних становила 3,4 % від усіх жителів.
За віковим діапазоном населення розподілялося таким чином: 27,1 % — особи молодші 18 років, 56,6 % — особи у віці 18—64 років, 16,3 % — особи у віці 65 років та старші. Медіана віку мешканця становила 45,8 року. На 100 осіб жіночої статі у селищі припадало 107,5 чоловіків;  на 100 жінок у віці від 18 років та старших — 106,6 чоловіків також старших 18 років.
Середній дохід на одне домашнє господарство  становив 256 400 доларів США (медіана — 170 250), а середній дохід на одну сім'ю — 267 616 доларів (медіана — 183 472). Медіана доходів становила 115 125 доларів для чоловіків та 71 528 доларів для жінок. За межею бідності перебувало 3,5 % осіб, у тому числі 0,0 % дітей у віці до 18 років та 4,1 % осіб у віці 65 років та старших.
Цивільне працевлаштоване населення становило 897 осіб. Основні галузі зайнятості: освіта, охорона здоров'я та соціальна допомога — 34,8 %, науковці, спеціалісти, менеджери — 13,2 %, будівництво — 12,2 %.